# باتريك شوستر
باتريك شوستر (بالإنجليزية: Patrick Schuster)‏ هو لاعب كرة قاعدة أمريكي، ولد في 30 أكتوبر 1990 في Holiday, Florida ‏ في الولايات المتحدة.

## وصلات خارجية
- باتريك شوستر على موقع دوري كرة القاعدة الرئيسي (الإنجليزية)
- باتريك شوستر على موقعبيزبول رفرنس.كوم (الدوري الرئيسي) (الإنجليزية)
- باتريك شوستر على موقعبيزبول رفرنس.كوم (الدوري الثانوي) (الإنجليزية)
- باتريك شوستر على موقع إي إس بي إن.كوم (أم.أل.بي) (الإنجليزية)
- باتريك شوستر على موقع مشجعي الرسوم البيانية (الإنجليزية)